# Jason James Richter
Jason James Richter (Medford, 29 gennaio 1980) è un attore statunitense.
Protagonista di molti film e telefilm, è noto soprattutto per aver interpretato il protagonista nei tre film della serie Free Willy, dove aveva la parte di Jesse, il ragazzino amico dell'orca Willy, e Bastian nel film La storia infinita 3. 
Per le sue interpretazioni Richter ha ricevuto anche alcuni riconoscimenti tra i quali due nomination e un premio agli MTV Movie Awards 1994.
Attualmente Richter suona in una band.

## Filmografia

### Cinema
- Free Willy - Un amico da salvare (Free Willy), regia di Simon Wincer (1993)
- Poliziotti a domicilio (Cops and Robbersons), regia di Michael Ritchie (1994)
- La storia infinita 3 (The NeverEnding Story III), regia di Peter MacDonald (1994)
- Free Willy 2 (Free Willy 2: The Adventure Home), regia di Dwight H. Little (1995)
- Free Willy 3 - Il salvataggio (Free Willy 3: The Rescue), regia di Sam Pillsbury (1997)
- Un figlio al tramonto (The Setting Son), regia di Lisa C. Satriano (1997)
- Laserhawk, regia di Jean Pellerin (1997)
- Ricochet River, regia di Deborah Del Prete (2001)
- Tekken, regia di Dwight H. Little (2009)
- Vicious, regia di Jason Rosenblatt (2016)
- Last Rampage: The Escape of Gary Tison, regia di Dwight H. Little (2017)
- High & Outside: A Baseball Noir, regia di Evald Johnson (2017)
- Inhumane, regia di Ryan Smithee (2018)
- 818, regia di Joe Hackett, Chris Gehrt e Joe Taylor (2018)
- Driver, regia di Jack Skyyler e Alex Zinzopoulos (2018)
- The Brawler, regia di Ken Kushner (2019)
- Ghost in the Graveyard, regia di Charlie Comparetto (2019)
- Infidelity, regia di Jack Skyyler e Alex Zinzopoulos (2019)
- Fino all'ultimo indizio (The Little Things), regia di John Lee Hancock (2021)
- Last Call, regia di Paolo Pilladi (2021)
- Natty Knocks, regia di Dwight H. Little (2023)
- Nothing to See Here, regia di Kristina Trirogoff (2023)

### Televisione
- Il cliente (The Client) - serie TV, episodio 1x15 (1996)
- Sabrina, Vita da Strega (Sabrina, the Teenage Witch) - serie TV, episodio 2x04 (1997)
- I Rugrats (Rugrats) - serie TV, episodio 5x05 (1997) - voce
- Bones - serie TV, episodio 4x12 (2009)
- Criminal Minds: Suspect Behavior - serie TV, episodio 1x08 (2011)
- Life's a Pitch, regia di Chris Chandler - film TV (2014)

### Video musicali
- Childhood – di Michael Jackson (1995)[1]

## Doppiatori italiani
Nelle versioni in italiano delle opere in cui ha recitato, Jason James Richter è stato doppiato da:
- Paolo Vivio in Free Willy - Un amico da salvare, Poliziotti a domicilio, Free Willy 2
- Paola Majano ne La storia infinita 3
- Fabrizio Vidale in Free Willy 3 - Il salvataggio